# AGS Kastoria
Athlitiki kai Gymnasticos Sillegos Kastoria (gr. Αθλητικός και Γυμναστικός Σύλλογος Καστοριάς) – grecki klub piłkarski z siedzibą w mieście Kastoria leżącym w zachodniej Macedonii.

## Historia
Klub powstał w 1963 roku na skutek fuzji trzech miejscowych klubów – Aris, Atromitos i Orestias. W 1975 roku Kastoria zadebiutowała w pierwszej lidze greckiej (A' Ethniki) – klub grał w I lidze do 1983 roku. Zaliczał się do grona słabszych klubów, plasując się na ogół w dolnych rejonach tabeli – najlepsze miejsce, ósme, Kastoria zajęła w sezonie 1981/82. Jednak w następnym sezonie klub zajął ostatnie miejsce w tabeli i spadł do II ligi.
W 1980 roku Kastoria osiągnęła największy sukces w swojej historii – po wygraniu w finale 5:2 z klubem Iraklis Saloniki zdobyła Puchar Grecji. Sukces ten pozwolił klubowi na jedyny jak dotąd start w europejskich pucharach – w Pucharze Zdobywców Pucharów w sezonie 1980/81. Już w pierwszej rundzie grecki zespół trafił na bardzo trudnego rywala – zdobywcę Pucharu ZSRR Dinamo Tbilisi. U siebie Kastoria zremisowała 0:0, natomiast na wyjeździe przegrała 0:2 i odpadła z turnieju. Później okazało się, że drużyna grecka wyeliminowana została przez ostatecznych triumfatorów tej edycji turnieju.

## Sukcesy
- Puchar Grecji:
- zwycięstwo (1): 1979/1980
- Beta Ethniki:
- mistrzostwo (1): 1973/1974
- Gamma Ethniki:
- mistrzostwo (2): 1994/1995, 2003/2004

## Europejskie puchary
Legenda do wszystkich tabel:
- Q – runda eliminacyjna, 1/16, 1/8, 1/4, 1/2 – odpowiednia faza rozgrywek, Grupa – runda grupowa, 1r gr – pierwsza runda grupowa, 2r gr – druga runda grupowa, F – finał, R – runda, PO – play-off
- k. – rzuty karne, los. – losowanie, Dogr. – dogrywka, w. – zasada bramek strzelonych na wyjeździe

| Sezon   | Rozgrywki                 | Runda | Przeciwnik     | Dom | Wyjazd | Ogólnie |
| ------- | ------------------------- | ----- | -------------- | --- | ------ | ------- |
| 1980/81 | Puchar Zdobywców Pucharów | 1R    | Dinamo Tbilisi | 0–0 | 0–2    | 0–2     |